# Долгое (Закарпатская область)
До́лгое (укр. Довге) — село в Хустском районе Закарпатской области Украины, административный центр Должанской сельской общины. Расположено в долине реки Боржавы (притоки Тисы), в 28 км севернее Иршавы. Железнодорожная станция Боржавской УЖД. Через Долгое проходит автодорога Мукачево — Кушница.
Население по переписи 2001 года составляло 6790 человек. Почтовый индекс — 90154. Телефонный код — 3144. Занимает площадь 4,67 км². Код КОАТУУ — 2121983001.
В 1971—1994 годах имело статус посёлка городского типа.

## История
Основано поселение в конце XIII — начале XIV вв. у подножия горы Свинка.
Первое упоминание о нем под названием Долга обнаружены в письменных источниках за 1383 г. С 1409 селом владел венгерский феодал, барон Амбруш Довгаи. В 1417 г. Долгаи построили в селе замок и деревянную церковь. Административно Долгое подчинялось в то время Бережскому, а с 1454 г. — Мараморошскому комитату Венгерского королевства.
В период антигабсбургской национально-освободительной войны венгерского народа 1703—1711 гг. под руководством Ференца II Ракоци у села 7 июня 1703 произошла битва повстанцев-куруцев, в числе которых были и жители села, против регулярных австрийских войск Габсбургов. Полуторатысячный отряд плохо вооруженных куруцев, во главе с Томашем Эссе потерпел поражение у села Долгого. В 1902 г. на средства жителей Долгого и близлежащих сел на братской могиле, где покоится прах 50 павших повстанцев, сооружен памятник с надписью «За родину и свободу».
После подавления освободительной войны за активное участие в разгроме повстанческих войск граф Ласло Телеки получил владения в районе с. Долгого. Телеки реконструировал феодальный замок.

## Достопримечательности
- Дворец-крепость XVIII века — единственного в Европе образца сельской усадьбы средневековой архитектуры. Строительство дворца было начато с 1712 года. Исследователи предполагают, что главный корпус ансамбля был построен на месте старого замка XV века, от которого в подвале дворца сохранились остатки стен. Комплекс дворца-крепости складывался на протяжении нескольких десятилетий. Сначала были построены жилые помещения, а в 1774 г. усадьба была обнесена крепостными стенами.
- Памятник на могиле павших повстанцев-куруцев.